# Screaming Bloody Murder
Cet article concerne l'album de Sum 41. Pour la chanson du même groupe, voir Screaming Bloody Murder.
 (février 2025).
Albums de Sum 41
All the Good Shit
(2009) 13 Voices
(2016)
Singles
1. Screaming Bloody Murder
Sortie : 17 février 2011

Screaming Bloody Murder est le sixième album du groupe Sum 41. Ils ont commencé l'enregistrement début janvier 2010 après s'être occupé de la phase de pré-productions avec Gil Norton à Los Angeles. L'album est sorti le 23 mars 2011 au Japon, le 28 mars 2011 en France et le 29 mars dans le reste du monde.
Le son de cet album a jusqu'ici été décrit comme sombre, agressif et rapide.
La première chanson extraite de l'album s'intitule Skumfuk, elle est disponible sur Internet depuis le 7 juillet 2010. Le premier single officiel Screaming Bloody Murder est disponible depuis le 7 février sur toutes les plates-formes de téléchargement légales. Le groupe l'avait mis en ligne un mois avant via leur chaîne YouTube. Cette chanson avait pour nom d'origine "Panic Attack" avant d'être renommée et a été écrite à la base par Tom Thacker (nouveau guitariste du groupe depuis la tournée Underclass Hero) pour son propre groupe Gob. Deryck Whibley s'est chargé d'y apporter ses propres modifications. Cone McCaslin a coécrit la chanson bonus We're the Same. Le titre de l'album est bien sûr une référence au fameux Scream Bloody Gore de Death.
Tom Thacker, bien que faisant partie officiellement du groupe depuis 2009, ne joue pas sur le disque[source secondaire souhaitée].  
C'est Deryck Whibley qui a enregistré toutes les guitares sur cet album[source secondaire souhaitée].

## Liste des pistes
1. Reason to Believe - 3 min 28 s
2. Screaming Bloody Murder - 3 min 24 s
3. Skumfuk - 3 min 24 s
4. Time for You to Go - 3 min 01 s
5. Jessica Kill - 2 min 50 s
6. What Am I to Say - 4 min 12 s
7. Holy Image of Lies - 3 min 47 s
8. Sick of Everyone - 3 min 05 s
9. Happiness Machine - 4 min 48 s
10. Crash - 3 min 19 s
11. Blood in My Eyes - 4 min 16 s
12. Baby You Don't Wanna Know - 3 min 34 s
13. Back Where I Belong - 3 min 41 s
14. Exit Song - 1 min 42 s

## Liste des bonus
- Reason to Believe (Acoustic) - 2 min 37 s
- We're the Same - 4 min 09 s

## Musiciens
- Deryck Whibley - Chant, Guitare lead et Guitare rythmique, piano
- Jason McCaslin - Basse, chant secondaire
- Steve Jocz - Batterie